# Bacteroidia
Classe
Les Bacteroidia sont une classe de bactéries du phylum Bacteroidota (ex Bacteroidetes).

## Liste des ordres
Selon LPSN (6 juin 2025) :
- Bacteroidales Krieg 2012

L'ancien ordre Marinilabiliales est devenu un synonyme hétérotypique de Bacteroidales.

## Taxonomie
Le nom correct complet (avec auteur) de ce taxon est Bacteroidia Krieg 2012.
Le genre type est Bacteroides Castellani & Chalmers 1919.

### Synonymie
La classe Bacteroidia a pour synonymes :
- Bacteroidetia Cavalier-Smith 2020
- Bacteroidia corrig. Cavalier-Smith 2020

### Étymologie
L'étymologie du nom de cette classe est la suivante : N.L. masc. n. Bacteroides, genre type de l'ordre Bacteroidales; L. neut. pl. n. suff. -ia, suffixe définissant une classe; N.L. neut. pl. n. Bacteroidia, ce qui donne la classe de l'ordre Bacteroidales.